# Concilio di Nicea II
Il secondo concilio di Nicea fu convocato nel 787, su richiesta del papa Adriano I, dall'imperatrice d'Oriente Irene l'Ateniana, per deliberare sul culto delle immagini (iconodulia). È il VII Concilio ecumenico, riconosciuto dalla Chiesa cattolica, dalle Chiese ortodosse, dai luterani e dai vetero-cattolici.

## Contesto storico
Il contesto storico in cui si inserisce il secondo concilio di Nicea è il "rifiuto delle immagini", o "iconoclastia", che vedrà coinvolta la Chiesa orientale ed in particolare la Chiesa imperiale di Costantinopoli per almeno un secolo.
Il cristianesimo non aveva una eredità artistica; il giudaismo, da cui emanava, evitava la rappresentazione del sacro e del divino. Lo stesso ha fatto il cristianesimo primitivo paleocristiano, che invece faceva ricorso ai simboli (pesce, ancora, agnello, ecc.). Con il IV secolo, sotto l'impulso dello spirito greco, i cristiani cominciarono a decorare i luoghi di culto, e il passo successivo fu inevitabilmente la rappresentazione del sacro. In particolare, nella chiesa orientale le immagini finirono per non avere solo una funzione decorativa, ma stavano al centro della vita liturgica e con il tempo attorno ad esse cominciò a svilupparsi un vero e proprio culto.
Tra i Padri della Chiesa non vi era unanimità di giudizio sulla liceità o meno della venerazione delle immagini, e nemmeno sullo stesso significato delle parole "venerazione" e "culto". Il Concilio Quinisesto (691-692) proibì la rappresentazione simbolica di Gesù, la cui figura cominciava ad apparire anche su oggetti che non avevano niente a che fare con il culto e la liturgia, come per esempio sulle monete di Giustiniano II (685-695).
Nel corso di una grande riforma della Chiesa imperiale Leone III (717-741) cercò di eliminare la venerazione delle icone facendo eliminare le icone stesse. Questo suo atteggiamento iconoclasta sollevò la reazione degli iconoduli (favorevoli al culto delle immagini), che ebbe come conseguenza una dura lotta che terminerà solo nell'843. L'imperatore costrinse il Patriarca di Costantinopoli Germano I, che chiedeva una decisione conciliare sul problema, a dare le dimissioni, ed al suo posto nominò Anastasio, che nel 730 firmò il decreto imperiale di abolizione delle icone da tutto l'Impero. Favorevoli alle icone si mostrarono i monaci e il grande teologo Giovanni Damasceno.
I papi di Roma, coinvolti nella questione, si schierarono con il Patriarca Germano contro la politica iconoclasta di Leone III, ma dovettero incassare un duro colpo quando l'imperatore sottrasse al controllo ecclesiastico di Roma l'Italia meridionale e l'Illiria.
Costantino V (740-775), successore di Leone III, continuò la politica iconoclasta del padre, e per conferirle massima autorità, convocò il Concilio di Hieria, nel 754, presso Calcedonia, che condannò il culto delle immagini, perché esso non era solo idolatria, ma vera e propria eresia. Nessuno degli altri patriarcati della cristianità (Roma, Alessandria, Gerusalemme, Antiochia) accettò queste decisioni.
La politica di Costantinopoli cambiò quando, dopo la prematura morte di Leone IV (780), divenne reggente del minorenne Costantino VI la madre Irene, favorevole al culto delle immagini, che infine convocò un concilio, riconosciuto come ecumenico.

## Svolgimento del concilio
Il concilio si riunì, sotto la presidenza del patriarca di Costantinopoli Tarasio, nella chiesa dei Santi Apostoli a Costantinopoli nel 786. La maggior parte dei vescovi presenti era iconoclasta e una irruzione dell'esercito nella chiesa, applaudita dai vescovi, costrinse l'assemblea a sciogliersi. Irene allora epurò l'esercito, contrario alle immagini, e per maggiore sicurezza trasferì il concilio a Nicea. Così i lavori ripresero il 28 settembre 787.
Ai lavori presenziarono circa trecento vescovi, tutti appartenenti all'Impero, ed un folto gruppo di monaci e abati. L'Italia meridionale era rappresentata da una quindicina di vescovi, gli unici che non avevano partecipato negli anni precedenti alle lotte iconoclaste. Il papa di Roma Adriano I inviò due legati, entrambi di nome Pietro. Degli altri patriarcati, Gerusalemme non poté inviare nessuno, mentre ancora oggi gli storici discutono se i rappresentanti di Alessandria e di Antiochia fossero autorizzati dai loro patriarchi rispettivi. A Nicea si tennero sette sedute, mentre l'ultima ebbe luogo a Costantinopoli, nel palazzo imperiale, ove gli imperatori firmarono solennemente gli atti e le decisioni conciliari (23 ottobre 787).
All'inizio del concilio fu letta la lettera del papa Adriano I, che esponeva il punto di vista occidentale a proposito delle immagini sacre. Questa lettera venne applaudita dai padri conciliari. Gli storici fanno notare che gli oppositori al culto delle immagini, che rappresentavano una parte non esigua dell'assemblea, per tutta la durata del concilio non fecero più sentire la propria voce; questo perché all'inizio del concilio, furono posti davanti al scomoda scelta: o continuare nel sostenere l'iconoclastia, e di conseguenza essere deposti dalle loro sedi episcopali, oppure pentirsi, accettare il culto delle immagini, e solo allora potevano partecipare al concilio, conservando però un saggio silenzio.
Il concilio arrivò a una definizione che pose chiarezza nei termini e decise la netta differenza tra venerazione delle immagini, ammessa, e adorazione, assolutamente rifiutata, perché solo Dio può essere adorato. Fu chiarito inoltre che la venerazione delle immagini significa la venerazione delle persone rappresentate e non delle icone materiali in quanto tali.
Infatti, quanto più frequentemente queste immagini vengono contemplate, tanto più quelli che le contemplano sono portati al ricordo e al desiderio di ciò che esse rappresentano e a tributare loro, baciandole, rispetto e venerazione. Non si tratta, certo, di una vera adorazione, riservata dalla nostra fede solo alla natura divina, ma di un culto simile a quello che si rende all'immagine della croce preziosa e vivificante, ai santi evangeli e agli altri oggetti sacri, onorandoli con l'offerta di incenso e di lumi secondo il pio uso degli antichi. L'onore reso all'immagine, in realtà, appartiene a colui che vi è rappresentato e chi venera l'immagine venera la realtà di chi in essa è riprodotto.»
Il concilio decise anche alcuni canoni di riforma. Tra essi i più significativi sono:
- l'elezione dei vescovi deve essere libera da ogni ingerenza laica
- ai vescovi è fatto divieto di raccogliere oro o denaro
- viene imposto l'obbligo annuale di indire sinodi provinciali per discutere di problemi comuni
- è vietato accogliere nella chiesa quegli Ebrei che non si convertono sinceramente: è meglio che siano sinceri ebrei che falsi cristiani
- un sacerdote non può lasciare la sua parrocchia senza una decisione del vescovo, non può reggere due parrocchie contemporaneamente, deve vestire in modo decoroso ma non raffinato o ricco
- viene decisa una netta separazione tra monaci e monache (divieto di visita, di costruire monasteri doppi, di lasciare il proprio monastero per un altro)

## Partecipanti al concilio
Gli atti del secondo concilio di Nicea riportano sei elenchi di vescovi; di questi, due sono liste di presenza, due di voto e due di sottoscrizioni. In base alla ricostruzione fatta da Jean Darrouzès, il confronto fra i diversi elenchi porta a 360 le sedi episcopali rappresentate al concilio. Gli elenchi dei vescovi sono i seguenti:
- la prima sessione si apre con l'elenco dei vescovi presenti all'apertura del concilio l'11 settembre 787; i prelati presenti sono 252;
- durante le votazioni della seconda sessione, il 26 settembre, si esprimono 260 vescovi e 10 abati;
- durante le votazioni della terza sessione, il 28 (o 29) settembre, gli atti riportano solo i nomi dei metropoliti, mentre gli altri vescovi, che si sono espressi per acclamazione, non sono enumerati;
- alla fine della quarta sessione, il 1º ottobre, gli atti riportano le sottoscrizioni dei presenti; si tratta di 330 vescovi e 130 abati;
- i verbali della settima sessione, il 13 ottobre, si aprono con l'elenco dei presenti, 343 vescovi;
- infine, le sottoscrizioni della definizione di fede al termine del concilio riportano 302 firme.

Queste liste episcopali sono redatte in base all'ordine gerarchico delle sedi, stabilito dalla dignità e dall'importanza di ciascuna metropolia e diocesi suffraganea. Ogni elenco riporta per primo i metropoliti, seguiti dagli arcivescovi (non dipendenti da alcun metropolita, ma direttamente dal patriarca), e per ultimo i vescovi suffraganei, raggruppati per provincia ecclesiastica di appartenenza secondo il medesimo ordine dei rispettivi metropoliti.
In questa struttura, fanno eccezione le sedi episcopali dell'Illirico, dell'Epiro, della Grecia e dei domini bizantini dell'Italia che, nel contesto della lotta iconoclasta, erano state sottratte al patriarcato di Roma ed annesse al patriarcato di Costantinopoli. Questo trasferimento, avvenuto di recente verso la metà dell'VIII secolo, non aveva ancora reso possibile il loro inserimento nell'ordine gerarchico della struttura amministrativo-ecclesiastica del patriarcato di Costantinopoli. Così, per esempio, Tommaso di Sardegna (ossia di Cagliari), rappresentato dal diacono Epifanio di Catania, figura tra i metropoliti, mentre tutti gli altri vescovi italiani (siciliani e calabresi) sono elencati, senza alcuna distinzione, dopo i metropoliti e prima degli arcivescovi.
Questo è l'elenco dei vescovi italiani presenti o rappresentati a Nicea, secondo l'ordine riportato dalle liste conciliari:
- Tommaso di Cagliari
- Stefano di Siracusa
- Costantino di Reggio
- Teodoro di Catania
- Giovanni di Taormina
- Gaudioso di Messina
- Teodoro di Palermo
- Stefano di Vibona
- Costantino di Lentini
- Giovanni di Triocala
- Teodoro di Tauriana
- Cristoforo di San Ciriaco
- Basilio di Lipari
- Teotimo di Crotone
- Costantino di Carini
- Teofane di Lilibeo
- Teodoro di Tropea
- Sergio di Nicotera

L'edizione critica degli atti conciliari ad opera di Erich Lamberz (2006) ha escluso definitivamente che al concilio fossero presenti anche vescovi della Puglia, come invece ammesso dalla tradizione erudita e ancora recentemente da storici locali.

## La ricezione del concilio
Roma e i patriarcati orientali accettarono favorevolmente le decisioni finali del concilio, anche se le cose non ebbero un seguito facile.
In Occidente Carlo Magno convocò un sinodo a Francoforte nel 794, nel quale si dichiarò contrario alle decisioni di Nicea, arrivando a chiedere persino la scomunica per l'imperatrice Irene; ma su questa decisione molto influì un'errata traduzione in latino dei testi e della terminologia greca usata dal concilio. Il papa Adriano I tuttavia rimase saldo nell'accettazione di Nicea.
A Costantinopoli, vi fu una vivace opposizione degli ultraortodossi iconoclasti, ed una altrettanto dura reazione degli iconoduli. Insomma, la lotta tra i due partiti continuò, come se le decisioni di Nicea non fossero mai state sancite. Nell'815 l'imperatore Leone V arrivò perfino ad annullare Nicea e a ristabilire le decisioni del Concilio di Hieria del 754, nuovamente annullate a favore di Nicea dal suo successore Michele II nell'820. Solo sotto l'imperatore Michele III e sua madre Teodora si arrivò ad una definitiva conclusione del conflitto, con la convocazione di un sinodo a Costantinopoli, l'11 marzo 843, che eliminò per sempre l'iconoclastia.